# 大连乡
大连乡，是中华人民共和国河南省周口市淮阳区下辖的一个乡镇级行政单位。

## 行政区划
大连乡下辖以下地区：
大连村、孔寨村、陈洼村、李楼村、郭砦村、代庙村、谷庄村、青连村、杨吉屯村、林楼村、孙庄村、齐庄村、苑楼村、王寨村、赵楼村、邢吉屯村、周庄村、徐寨村、磨旗店村、陈朱元村、赵砦村、段屯村、龚桥村、朱同路口村、曹庄村、大吴村、大朱村、孔楼村、谷堆庄村、大吕村、董阁村和高桥村。